# La Rambla (Cordoue)
Pour les articles homonymes, voir Rambla.
La Rambla est une municipalité espagnole de la province de Cordoue, en Andalousie. En 2011, elle comptait 7 640 habitants. Sa superficie est de 137,80 km2 et elle a une densité de 91,1 hab/km2. Elle est située à une altitude de 358 mètres et à 41 kilomètres de la capitale de la province, Cordoue.

## Démographie
| 1996 | 1998 | 1999 | 2000 | 2001 | 2002 | 2003 | 2004 | 2005 | 2006 |
| ---- | ---- | ---- | ---- | ---- | ---- | ---- | ---- | ---- | ---- |
| 7199 | 7229 | 7266 | 7299 | 7330 | 7362 | 7389 | 7376 | 7415 | 7410 |

## Économie
Sa principale source de richesse reste l'agriculture, mais il existe une industrie prospère de la poterie, avec plus de 110 fabriques qui distribuent leurs produits sur tout le marché national, et, de manière progressive, pénètrent le marché international.
La Rambla possède aussi une usine moderne de farine, une des plus grandes d'Espagne, d'autres de machinerie agricole, et des coopératives d'olives. Elle possédait jusqu'à il y a peu une coopérative viti-vinicole actuellement en liquidation.

## Jumelages
- Ondres (France)

## Personnalités
- Juan de Osuna (1745-1818), prêtre jésuite espagnol, actif en Italie comme publiciste.